# Xenopus mellotropicalis
Espèce
Xenopus mellotropicalis est une espèce d'amphibiens de la famille des Pipidae.

## Répartition
Cette espèce se rencontre dans le Sud du Cameroun, en République du Congo, au Gabon et  en République démocratique du Congo au Bas-Congo.
Sa présence est incertaine au Rio Muni, en Centrafrique et au Cabinda.

## Publication originale
- Evans, Carter, Greenbaum, Gvoždík, Kelley, McLaughlin, Pauwels, Portik, Stanley, Tinsley, Tobias & Blackburn, 2015 : Genetics, morphology, advertisement calls, and historical records distinguish six new polyploid species of African Clawed Frog(Xenopus, Pipidae) from West and Central Africa. PLOS ONE, vol. 10, no 12, e0142823, p. 1–51 (texte intégral).